# Kleibervanga
Der Kleibervanga (Hypositta corallirostris), früher auch Korallenschnabelvanga genannt, ist ein Sperlingsvogel aus der Familie der Vangawürger (Vangidae). Er ist die einzige Art der damit monotypischen Gattung Hypositta.
Das Artepitheton kommt von lateinisch corallinus ‚korallenrot‘ und lateinisch rostrum ‚Schnabel‘.

## Merkmale

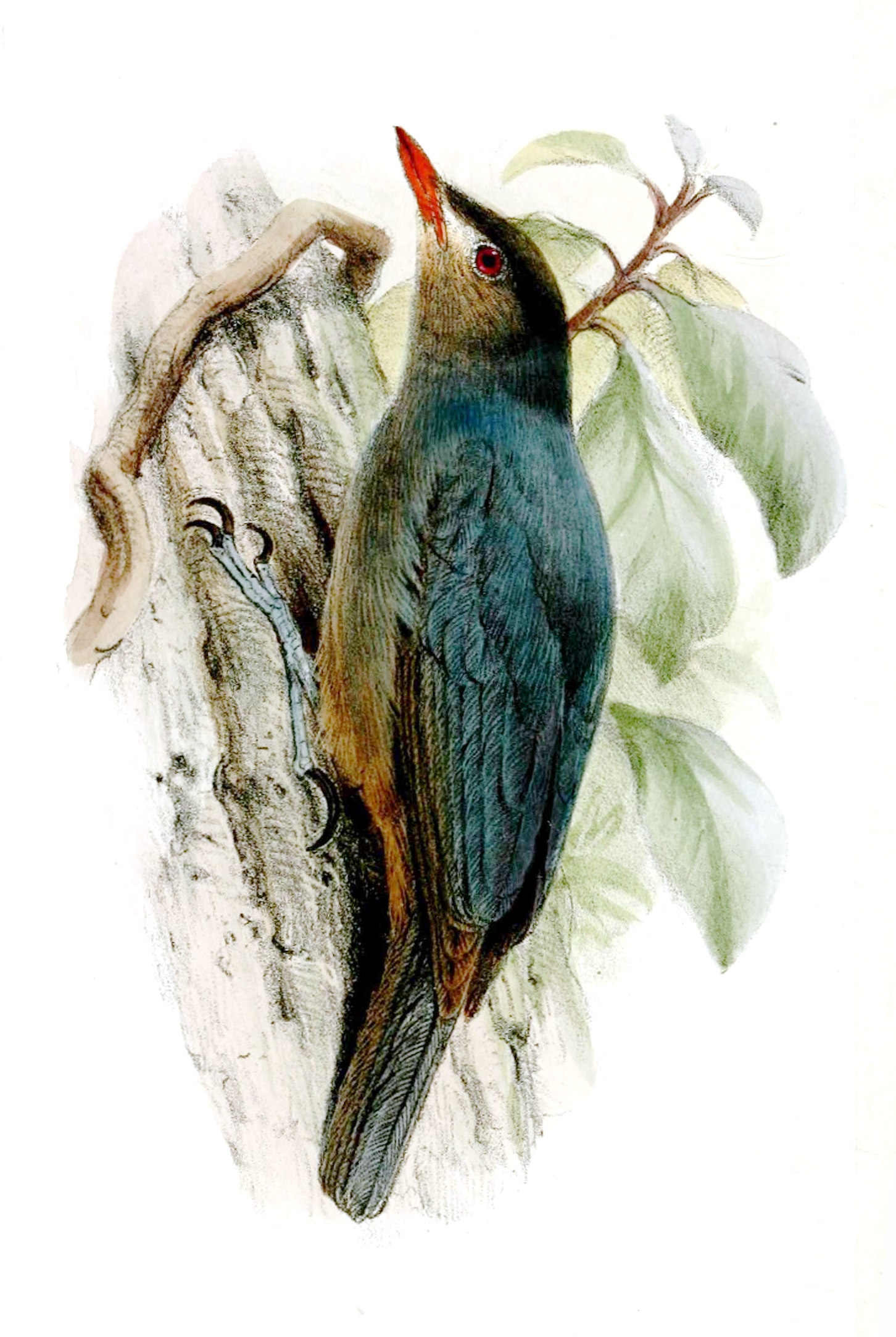
Kleibervanga (Illustration von Joseph Wolf, 1863)

Der Kleibervanga ist ein 13 bis 14 Zentimeter großer und 13 bis 16 Gramm schwerer Vogel. Der Schnabel ist orange, die Füße mit langer erster Zehe sind grau. Das Männchen ist insgesamt blau, Schnabelbasis und Zügel sind schwarz. Beim Weibchen ist nur die Oberseite bis zum Nacken und die Kopfkappe blau, der Rest ist bräunlich, lediglich die Schnabelbasis ist hell.

## Verhalten
Der Kleibervanga ist ein guter Kletterer und ernährt sich von kleinen Insekten, Würmern, Käfern und kleinen Wirbeltieren.

## Verbreitung und Lebensraum
Der Kleibervanga ist im Norden und Osten Madagaskars endemisch. Er ist im tropischen und subtropischen Regenwald (Tieflandwald) meist unterhalb 1200 Meter, mitunter bis 1800 Meter anzutreffen, fast immer zusammen mit anderen Vögeln in sogenannten „Mixed Flocks“, den Baumstamm hinaufkletternd, dann zum Fuß des nächsten Baumes fliegend.

## Gefährdungssituation
Der Bestand des Kleibervangas gilt als nicht gefährdet (Least Concern).